# Баян-Цаганское землетрясение
Баян-Цаганское землетрясение — землетрясение в Гобийском Алтае силой в 10 баллов, произошедшее 7 апреля 1958 года.
Землетрясение произошло на южных склонах хребта Баян-Цаган к западу от области Гоби-Алтайского землетрясения 1957 года.
При Баян-Цаганском землетрясении верхний ярус земной коры испытал сжатие и смещение к юго-востоку (170°) при одновременном действии растяжения на северо-восток (80°), вызванное Гоби-Алтайским землетрясением. Образовалась сложная трещинная зона длиной около 15 км и шириной около 40 м. Ведущий элемент — взброс, местами переходящий в надвиг с осложнением в виде системы левых кулисообразных трещин растяжения.